# قلعة صحار

قلعة صحار  تعتبر أحد المعالم التاريخية في سلطنة عمان وهي من أشهر القلاع والحصون في ولاية صحار بمحافظة شمال الباطنة نظرا لموقعها المتميز ودورها الكبير الذي لعبته طوال القرون الماضية.

## تاريخ بناء القلعة
```
يعود تاريخ بنائها إلى نهاية 
القرن الثالث عشر
 وبداية 
القرن الرابع عشر
 الميلادي، ويتضح ذلك من الحفريات الأثرية المكتشفة حول القلعةوالتي تعود إلى عام "
1980
" بأن بناءها يرجع إلى القرن الرابع عشر الميلادي في الطرف الجنوبي من المدينة وأن «أمراء هرمز» هم الذين قاموا ببنائها في عهد ملوك 
بنى نبهان
 
[
1
]
[
2
]
[
3
]
[
4
]
[
5
]
```